# Stichelia almeidai
Stichelia almeidai är en fjärilsart som beskrevs av Jose Francisco Zikán 1946. Stichelia almeidai ingår i släktet Stichelia och familjen Riodinidae. Inga underarter finns listade i Catalogue of Life.